# Nur Al Levi
Nur Al Levi Rota (* 1. Februar 1979 in Madrid) ist eine spanische Schauspielerin.

## Leben
Nur Al Levi Rota wurde in Madrid als jüngste Tochter der argentinischen Schauspielerin Cristina Rota geboren. Diese immigrierte, nachdem ihr Ehemann Diego Botto 1977 im schmutzigen Krieg verschwand, mit ihren Kindern María und Juan Diego Botto nach Spanien.
Genau wie ihre beiden älteren Halbgeschwister wählte auch Nur Al Levi den Beruf Schauspieler. Im Jahr 2001 war sie in der spanischen Fernsehserie Sin vergüenza neben Verónica Forqué und Candela Peña zu sehen. Im Folgejahr spielte sie an der Seite von Lucía Jiménez und Juan Fernández eine Nebenrolle in Félix Cábez Film El refugio del mal.
2006 verkörperte sie die Muslimin Aisha in der Komödie El próximo Oriente von Fernando Colomo.
Auf der Theaterbühne verkörperte sie die Ophelia in Tomaž Pandurs Inszenierung von Hamlet.

## Filmografie (Auswahl)
- 2001: Sin vergüenza
- 2002: El refugio del mal
- 2005: Abuela de verano as Nuri
- 2006: El próximo Oriente